# Бурунов Сергій Олександрович
Сергій Олександрович Бурунов (нар. 6 березня 1977, Москва, СРСР) — російський актор театру, кіно і озвучування.
Відомий участю в російському телевізійному шоу «Велика різниця» на «Першому каналі». В рамках програми спародіював найбільшу кількість персон і має найвищий глядацький рейтинг і інтерес (кількість тих, хто проголосував і переглядають його профіль).
Крім того, актор знімається в кіно і рекламі, бере участь у дубляжі зарубіжних художніх фільмів і телесеріалів, а також озвучує комп'ютерні ігри.

## Біографія
Народився 6 березня 1977 року в Москві. Батько — Олександр Анатолійович Бурунов, електротехнік. Мати — Олена Василівна Бурунова (померла у 2010 році), медсестра. Старший брат — Олег Олександрович Бурунов, перекладач.
Сім'я Бурунових жила недалеко від аеропорту Домодєдово. Батько часто возив синів на Тушинський аеродром і на авіабазу в Кубинці на показові виступи льотчиків-асів, тому Сергій з дитинства був захоплений небом і літаками.
В школі чотири роки займався східними єдиноборствами, що згодом стало в пригоді при вступі у військове училище.
В старших класах середньої школи займався як пілот-любитель у 2-му Московському аероклубі імені Віктора Талалихіна, де в 1993 році закінчи курс «Льотна експлуатація навчально-тренувального літака Як-52».
З 1994 по 1997 рік навчався в Качинському вищому військовому авіаційному училищі льотчиків імені А. Ф. М'ясникова за спеціальністю «льотчик-інженер».
З 1997 по 1998 рік — студент естрадного відділення Державного естрадно-циркового училища імені М. Н. Румянцева.
У 2002 році закінчив акторський факультет Вищого театрального училища імені Б. Ст. Щукіна (художній керівник курсу — Марина Олександрівна Пантелєєва).
З 2002 по 2006 рік — актор Московського академічного театру сатири.
З 2003 року бере участь у дубляжі іноземних картин, його перша робота — озвучування ролі Меттью Макконахі у фільмі «Як позбутися хлопця за 10 днів» під керівництвом Олександра Майорова.
Співпрацює з «Театром.doc».
З 2006 по 2008 рік був «голосом» МТРК «Мир», а також диктором анонсів «Радіо Росії».
З 3 листопада 2013 року по 26 січня 2014 року був наставником команди пародистів в шоу перевтілень «Повтори!» на «Першому каналі» Росії.
У 2014—2015 роках брав участь у пародійному шоу «Супергерої» на телеканалі «П'ятниця».
У 2019 році спільно з Дмитром Нагієвим знявся в рекламі МТС.

## Творчість

### Робота в театрі

#### Московський академічний театр сатири
У театрі сатири Сергій Бурунов працював з 2002 по 2006 роки і був зайнятий у спектаклях:
- «Швейк, або Гімн ідіотизму» за мотивами творів Ярослава Гашека (режисер — Олександр Ширвіндт) — Бретшнейдер, детектив
- «Яблучний злодій» за мотивами творів Ксенії Драгунської (режисер — Ольга Суботіна) — людина в переході, голос в телефоні, особа зі снів
- «Скажені гроші» по однойменній п'єсі А. Н. Островського — гуляє в Петровському парку
- «Занадто одружений таксист» за п'єсою Рея Куні (режисер — Олександр Ширвіндт) — фоторепортер[6]

#### Театр.doc
- 2007 рік — «Синій слюсар» за п'єсою Михайла Дурненкова (режисер — Михайло Угаров) — Андрій

### Фільмографія
| Рік         | Назва                                             | Роль | Примітки, номінації та нагороди |
| ----------- | ------------------------------------------------- | --- | ------------------------------- |
| 1998        | Твір до Дня Перемоги                              | Пасажир літака |                                 |
| 2002        | Кодекс честі                                      | Епізод (13-я і 14-я серії) |                                 |
| 2003        | Москва. центральний округ                         | Дід Репейникова в молодості |                                 |
| 2004        | Кодекс честі 2                                    | кілер, "Банкіри вважають за краще померти" \| фільм 6                                                                                |                                 |
| 2004        | Чотири таксисти і собака                          | епізод (В титрах — Сергій Борунов)                                                                                                   |                                 |
| 2004        | Адам і перетворення Єви                           | Мент |                                 |
| 2005        | Туристи                                           | Олексій Трофимов (голос) |                                 |
| 2005        | Ешелон                                            | Трушин, капітан Червоної армії, замполіт батальйону                                                                                  |                                 |
| 2005        | Моя прекрасна няня                                | Агент ріелторської компанії «Монотеп» (серія «Переїзд Любові»)                                                                       |                                 |
| 2006        | Жіночі історії                                    | Яків лікар, Упораємося з цим разом \| 8 серія                                                                                        |                                 |
| 2006        | Острів                                            | Ад'ютант |                                 |
| 2006 — 2008 | Хто в домі господар?                              | Альберт Мойсейович, лікар (серія «Даша пригощає!»)                                                                                   |                                 |
| 2006        | Сталін: Live                                      | Василь Васильович Кокорін |                                 |
| 2006        | Угон                                              | Діамантові "Мерседеси" \| 2 серія |                                 |
| 2006        | Чотири таксисти і собака-2                        | (В титрах — Сергій Борунов) |                                 |
| 2007        | Експерти                                          | Кірін Група крові \| Фільм 3-й |                                 |
| 2007        | Погоня за ангелом                                 | Толкачов («Білявий») |                                 |
| 2007        | Служба довіри                                     | Сутенер Міша |                                 |
| 2008        | Галина                                            | Васильєв, співробітник протоколу 6 серія                                                                                             |                                 |
| 2008        | Ермолови                                          | агент |                                 |
| 2008        | Знахар                                            | Егорша, який втік зек |                                 |
| 2008        | Осінній детектив                                  | Капітан Калінін |                                 |
| 2008        | С. С. Д.                                          | Режисер реаліті-шоу «Піонертабір» |                                 |
| 2008        | Вкрасти у …                                       | Слідчий Юр'єв |                                 |
| 2008        | Я — охоронець                                     | Лапутин |                                 |
| 2008        | Лопухи: епізод перший                             | Фізик |                                 |
| 2008        | Божевільна допомога                               | Грабіжник |                                 |
| 2008        | Петрівка, 38. Команда Семенова                    | Матусевич, кілер |                                 |
| 2009        | Дикий                                             | Порноделец |                                 |
| 2009        | Хрест в колі                                      | Сальников |                                 |
| 2009        | Ласкавий травень                                  | Чиновник з Мосжилстроя |                                 |
| 2009        | 220 вольт любові                                  | Паша |                                 |
| 2009        | Серце ворога                                      | Франц |                                 |
| 2009        | На грі                                            | Борис, помічник Покровського |                                 |
| 2009        | Відблиски                                         | Павло Олексійович Єрьомін, експерт-криміналіст                                                                                       |                                 |
| 2009        | Журов (1-й сезон)                                 | Частково переозвучив загиблого актора Андрія Паніна, який виконав головну роль (в титрах не вказаний)                                |                                 |
| 2009        | Десантура                                         | Сергій Олександрович Кочин, капітан                                                                                                  |                                 |
| 2009        | Сім дружин одного холостяка                       | Хомутов, майор |                                 |
| 2009        | Спеціаліст                                        | Слава-Андрій |                                 |
| 2010        | Стомлені сонцем 2: Предстояння                    | Ув'язнений |                                 |
| 2010        | Тухачевський: Змова маршала                       | Павло Юхимович Дибенко, командарм 2-го рангу                                                                                         |                                 |
| 2010        | Без права на помилку                              | Соболь |                                 |
| 2010        | Сорок третій номер                                | Слідчий Щегольков |                                 |
| 2010        | Сищик Самоваров                                   | Герман |                                 |
| 2010        | Журов-2                                           | Переозвучив Андрія Паніна (в титрах не вказаний)                                                                                     |                                 |
| 2010        | Зайцев, пали! Історія шоумена                     | 2-й пілот |                                 |
| 2011        | Мантикора                                         | Сергій, другий пілот |                                 |
| 2011        | Про що ще говорять чоловіки                       | Зигмунд Фрейд |                                 |
| 2011        | Короткий курс щасливого життя                     | Тимур Валєєв, капітан поліції |                                 |
| 2011        | Казка. є                                          | ГЕОХІ |                                 |
| 2012        | Zолушка                                           | Борис Маркович, музичний продюсер співака Королевича                                                                                 |                                 |
| 2012        | Кухня (серія № 16)                                | Петро Івановський, майор ФМС Росії                                                                                                   |                                 |
| 2013        | Все включено 2                                    | Коц, турок-бандит |                                 |
| 2013        | Супер Макс                                        | Офіцер військового училища |                                 |
| 2013        | Шерлок Холмс                                      | Том Тейлор, моряк флоту Її Величності Королеви / доктор Джон Ватсон (озвучування Андрія Паніна)                                      |                                 |
| 2014        | У спорті тільки дівчата                           | Ректор інституту |                                 |
| 2014        | Неформат                                          | Аркадій, кінорежисер |                                 |
| 2014        | Випускний                                         | Борис Зінов'єв, батько випускників школи Дем'яна та Арсенія                                                                          |                                 |
| 2014        | Кавказька полонянка!                              | Шурик (озвучив роль Дмитро Шаракоіс)                                                                                                 |                                 |
| 2014        | Шукаю жінку з дитиною                             | Борис |                                 |
| 2014        | Скорий "Москва-Росія                              | Переклад за кадром |                                 |
| 2015        | Духless 2                                         | Сергій Сергійович Шохін |                                 |
| 2015        | Стурбовані, або Любов зла                         | Роман Єрьомін, ведучий церемонії нагородження                                                                                        |                                 |
| 2015        | Між нами, дівчатками                              | Петро Іванович, заслужений артист РФ, організатор і ведучий весільних конкурсів (серія № 20)                                         |                                 |
| 2015        | Непідсудні                                        | Борис Абрамович Березовський, олігарх                                                                                                |                                 |
| 2015        | Петля Нестерова                                   | Станіслав Володимирович Мурзін |                                 |
| 2015        | Привид                                            | психолог |                                 |
| 2015        | Терміново вийду заміж                             | Борис |                                 |
| 2015        | Мільйони в мережі                                 | Менеджер / гаджетоненавистник |                                 |
| 2016        | Людина з майбутнього                              | Адміністратор |                                 |
| 2016        | Ну, здрастуй, Оксана Соколова! (Короткометражний) | ЛОР-лікар |                                 |
| 2016        | Острів                                            | Генеральний продюсер телеканалу «Горизонт»                                                                                           |                                 |
| 2016        | п'ятницю                                          | Ігор Стріжевський, менеджер клубу |                                 |
| 2016        | Поліцейський з Рубльовки                          | Підполковник Володимир Сергійович Яковлєв, заступник начальника РУВС «Барвиха-Північне»                                              |                                 |
| 2016        | Таємнича пристрасть                               | Вова, перекладач |                                 |
| 2016        | День виборів 2                                    | Андрій Єгорович, помічник «великої людини» з Москви                                                                                  |                                 |
| 2016        | Наречений                                         | Єрофєєв |                                 |
| 2016        | Не виконане обіцянку (короткометражний)           | |                                 |
| 2017        | Затемнення                                        | Ведучий шоу Дмитро Григор'єв |                                 |
| 2017        | Іванови-Іванови                                   | Антон Павлович Іванов, власник автосалону, один з найуспішніших бізнесменів області                                                  |                                 |
| 2017        | Халупа боржника                                   | Сирник, робот |                                 |
| 2017        | Життя попереду                                    | Олег Вікторович, учитель фізкультури                                                                                                 |                                 |
| 2017        | Останній богатир                                  | Водяний |                                 |
| 2017        | Поліцейський з Рубльовки 2                        | Підполковник / полковник з 8 серії Володимир Сергійович Яковлєв, начальник ОМВД Росії «Бескудніково»                                 |                                 |
| 2018        | Ну, здрастуй, Оксана Соколова!                    | Доктор |                                 |
| 2018        | Острів 2                                          | Генеральний продюсер телеканалу «Горизонт»                                                                                           |                                 |
| 2018        | Зателефонуйте Мишкіна                             | Продюсер мюзиклу |                                 |
| 2018        | Поліцейський з Рубльовки 3                        | Полковник Володимир Сергійович Яковлєв, начальник ВКР ОМВД Росії «Бескудніково», з 4-ї серії начальник ОМВД Росії «Барвиха-Північне» |                                 |
| 2018        | Домашній арешт                                    | Павло Осипенко, заступник мера Сінеозёрска                                                                                           |                                 |
| 2018        | Вічне життя Олександра Христофорова               | Поліцейський |                                 |
| 2018        | День до                                           | Басов, композитор |                                 |
| 2018        | Тільки не вони                                    | Професор Ксав'єр (тільки в трейлері; віддалена сцена)                                                                                |                                 |
| 2018        | Хабар (короткометражний)                          | Стороженко |                                 |
| 2018        | Поліцейський з Рубльовки. Новорічне свавілля      | Полковник Володимир Сергійович Яковлєв, начальник ОМВД Росії «Барвиха-Північне»                                                      |                                 |
| 2018        | Все або нічого                                    | Коля «Чорний Яструб» |                                 |
| 2018        | Поліцейський з Рубльовки 4                        | Полковник Володимир Сергійович Яковлєв, начальник ОМВД Росії «Барвиха-Північне»                                                      |                                 |
| 2018        | Утриманки                                         | Ігор Дмитрович Долгачёв, голова федерального управління, чоловік Міли, коханець Марини                                               |                                 |
| 2019        | Милодрама                                         | Владислав Вікторович Поляков гендиректор каналу ТСВ                                                                                  |                                 |
| 2019        | Поліцейський з Рубльовки. Новорічне свавілля 2    | Полковник Володимир Сергійович Яковлєв, начальник ОМВД Росії «Барвиха-Північне»                                                      |                                 |
|             |                                                   | |                                 |

#### Музичні кліпи
- 2014 — Мауглі — «Равнодушная любовь»
- 2018 — Ленінград — «Не Париж»: чоловік Юлії
- 2018 — Ленінград — «Страшна помста»: Інокентій Petushinsky
- 2018 — Сергій Бурунов & Кравц — «Музика нас зв'язала»
- 2019 — Бі-2 — «Філософський камінь»: генерал-лейтенант

### Озвучання

#### Мультсеріали
- 2003—2009 — Черепашки-ніндзя (дубляж ТВ3) — 1 сезон, 2 сезон (1-2 серії) (Леонардо, Мікеланджело, Кейсі Джонс, Бакстер Стокман)
- 2004—2007 — Мультреаліті — Свин Вонючка, Хріногубка
- 2005—2008 — Аватар: Останній захисник — принц Зуко, Господар Вогню Озай, половина чоловічих ролей (3 сезон: 6-9 серії)
- 2005—2008 — Школа Вэйсайд — Тодд, половина чоловічих ролей
- 2006—2013 — Майстер Менні — Дідусь, Болтик, Гвинтик, майже всі чоловічі ролі (1 сезон, 2 сезон: 1-8 серії)
- 2006—2008 — Каппа Майкі — Гонард, Озп, половина чоловічих ролей (21-30 серії)
- 2007—2008 — Ель Тігре: Пригоди Менні Рівери — Хорхе «Дідусь» Рівера / Пума Локо, Емільяно «Шеф» Суарес Ель Взг, Мано Негра, Сьомий Самурай, половина чоловічих ролей
- 2007—2009 — Так і чарівна сила Жужу — Так, Лок
- 2008—2009 — Чомучка («Бібігон») — Біт (1-4 сезони)
- 2009—2013 — Мульт особистості («Перший канал»)[12] — Володимир Познер, Микита Міхалков, Геннадій Зюганов, Сергій Лавров, Дмитро Медведєв, Дік Адвокат, Віктор Ющенко, Гус Хіддінк, Стас Михайлов, Сергій Собянін, Григорій Лепс, Федір Бондарчук, Ніколя Саркозі, Олександр Лукашенко, Сергій Безруков, Віктор Янукович
- 2010—2013 — Юна Ліга Справедливості — Брюс Уейн / Бетмен, Хьюго Стрейндж, Лекс Лютор

#### Відеоігри
- 1999 — The Longest Journey — Ворон (локалізація від Snowball 2006 року)
- 2000 — Thief II: The Metal Age — Гаррет
- 2002 — BloodRayne — солдати
- 2004 — Medal of Honor: Pacific Assault — Віллі
- 2004 — The Lord of the Rings: The Battle for Middle-earth — катапульта гондору, харадрим, рохиррим
- 2005 — F. E. A. R. — Спенсер «Спен» Янковський, другорядні персонажі, цивільні особи
- 2005 — BloodRayne 2 — Северин
- 2005 — SWAT 4 — Закарі Філдс
- 2005 — Colin McRae Rally 2005 — Штурман
- 2005 — Need for Speed: Most Wanted — Вік
- 2005 — Advent Rising — Ітан Ваєт
- 2005 — 80 Days (Бука) — Олівер
- 2006 — Hitman: Blood Money — Скупий, Мануель Дельгадо, Чед Бінем молодший, другорядні персонажі, голос у навчанні
- 2006 — Dreamfall: The Longest Journey — Ворон
- 2006 — Vietcong 2 — капітан Деніел Бунн
- 2006 — Need for Speed: Carbon — Колін
- 2006 — Tom clancy's Splinter Cell: Double Agent — Джеймі Вашингтон
- 2006 — Роги і копита — півень Пек
- 2006 — Crashday — озвучка за кадром
- 2007 — Tomb Raider: Anniversary — П'єр Дюпон
- 2007 — Відьмак — Лютик
- 2007 — Crysis — Номад
- 2007 — Unreal Tournament 3 — Ріпер
- 2008 — Lost: Via Domus — Елліот Мазлоу
- 2008 — Need for Speed: Undercover — Зак Мейо
- 2008 — World of Warcraft — нічний ельф чоловічої статі (персонаж гравця)
- 2008 — mirror's Edge — Джекнайф
- 2008 — Kung Fu Panda: The Game — За
- 2008 — Мадагаскар 2: Втеча з Африки — Ковальські, Моріс, Мейсон
- 2009 — F. E. A. R. 2: Project Origin — капрал Джеймс Фокс, солдати «Армахем Технолоджі», солдати-клони (репліканта), цивільні особи
- 2009 — G-Force — Спеклс
- 2011 — Відьмак 2: Вбивці королів — Лютик
- 2011 — The Next BIG Thing — професор Мошка
- 2011 — Call of Juarez: The Cartel — Хав'єр, другорядні персонажі
- 2011 — The Elder Scrolls V: Skyrim — Цицерон, двері в притулку темного братства, привиди чоловіки
- 2011 — Serious Sam 3: BFE — оповідач
- 2012 — Diablo III — Йондар, Мечник Сталевих Вовків, Едрік, Погонич каравану, Страж Бастіону
- 2015 — Відьмак 3: Дике полювання — Лютик
- 2017 — Гвинт: Відьмак. Карткова гра — Лютик

#### Документальні фільми
- 2013 — Пізня любов Станіслава Любшина (Перший канал)
- 2013 — Ірина Купченко. Незвичайне диво (Перший канал)
- 2014 — Молоді мільйонери (Перший канал)